# جان راسکین
جان راسکین (۱۸۱۹ فوریه ۸–۱۹۰۰ ژانویه ۲۰) منتقد هنر انگلیس در دوران ویکتوریا و نیز حامی هنر، طراح ونقاش، یک متفکر اجتماعی برجسته و نیکوکار بود. او در موضوعات متنوعی مانند زمین‌شناسی، معماری، اسطوره‌شناسی، پرنده‌شناسی، ادبیات، آموزش و پرورش، گیاه‌شناسی و اقتصاد سیاسی نوشته‌است. سبک نوشتن او و فرم‌های ادبی نوشته‌هایش به همان اندازه متنوع بودند. توصیفات ظریف هنر در نوشته‌های اولیه‌اش بعدها جایگزین گفتگویی ساده برای تأثیر بیشتر افکارش شد. او در تمام نوشته‌های خود بر ارتباط بین طبیعت، هنر و جامعه تأکید کرد. او همچنین طرح و نقاشی‌های دقیقی از سنگ‌ها، گیاهان، پرندگان، مناظر، و ساختارها و تزئینات معماری کشیده‌است.
او در نیمه دوم قرن ۱۹ و تا جنگ جهانی اول بسیار با نفوذ بود. پس از یک دوره کاهش نسبی، شهرت او به‌طور پیوسته از سال ۱۹۶۰ با انتشار مطالعات علمی متعدد بهبود یافت.
در ابتدا راسکین با توجه‌ای گسترده در کتاب نقاشان مدرن به دفاع از آثار ویلیام ترنر می‌پردازد و با بسط استدلال‌های آن نتیجه می‌گیرد که نقش هنرمند صداقت در بیان طبیعت است. از دهه ۱۸۵۰ او با نفوذ خود به دفاع از افراد انجمن برادری پیشارافائلی می‌پردازد. سپس به صورت فزاینده‌ای بر مسائل اجتماعی و سیاسی تمرکز کرد. راسکین در سال ۱۸۶۹ اولین استاد هنرهای زیبای دانشگاه آکسفورد شد؛ جایی که خودش مدرسه طراحی راسکین را تأسیس کرد. در سال ۱۸۷۱ شروع به نوشتن نامه‌هایی ماهانه به کارگران بریتانیا کرد. در این دوره از زندگی خود ایدئولوژی جامعه ایده‌آل خود را توسعه داد. در نتیجه این فعالیت‌ها مؤسسه سنت جورج تأسیس شد.

## زندگی‌نامه
وی که در خانواده‌ای ثروتمند زاده شده بود، پس از مرگ پدرش تمام ثروت او را وقف فعالیت‌های خیریه، موزه و فعالیت‌های فرهنگی کرد و خود به نویسندگی اشتغال یافت. تمام آثار وی دارای رنگ و لعاب اخلاقی‌اند.
معروفترین اثر راسکین کتاب هفت مشعل معماری است که در سال ۱۸۴۸ انتشار یافت. وی در این کتاب سخن از معماری می‌گوید و معتقد است معماری دارای هفت مشعل به قرار زیر است:
حقیقت، ایثار، قدرت، زیبایی، زندگی، خاطره و اطاعت. ازدواج او با افی گری به دلیل باکره بودن افی توسط افی گری باطل شد
او در سن ۸۰ سالگی در حالی درگذشت که آثار وی بر نویسندگان انگلیس غیرقابل کتمان است.

## نگارخانه

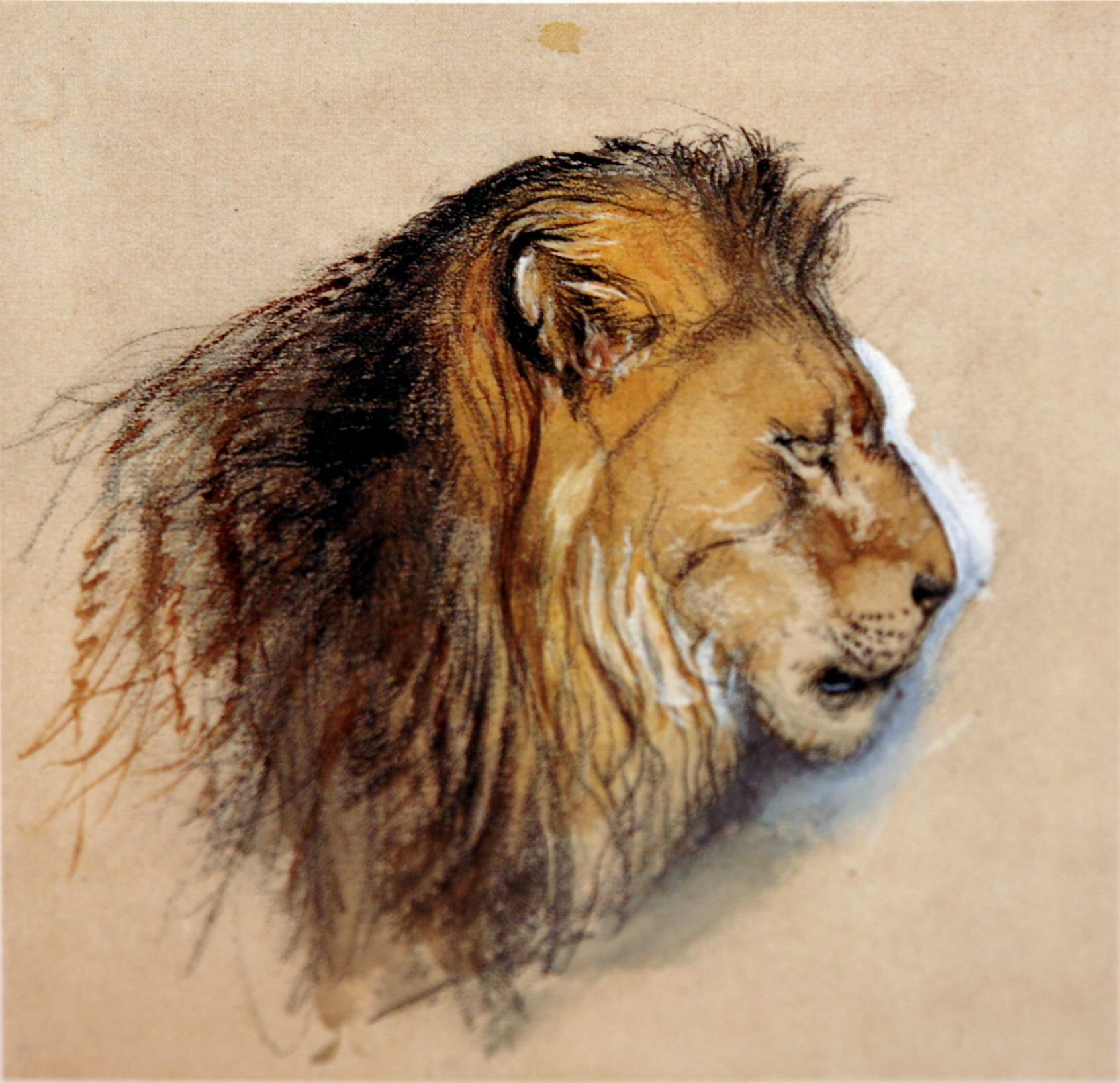
شیر پروفایل
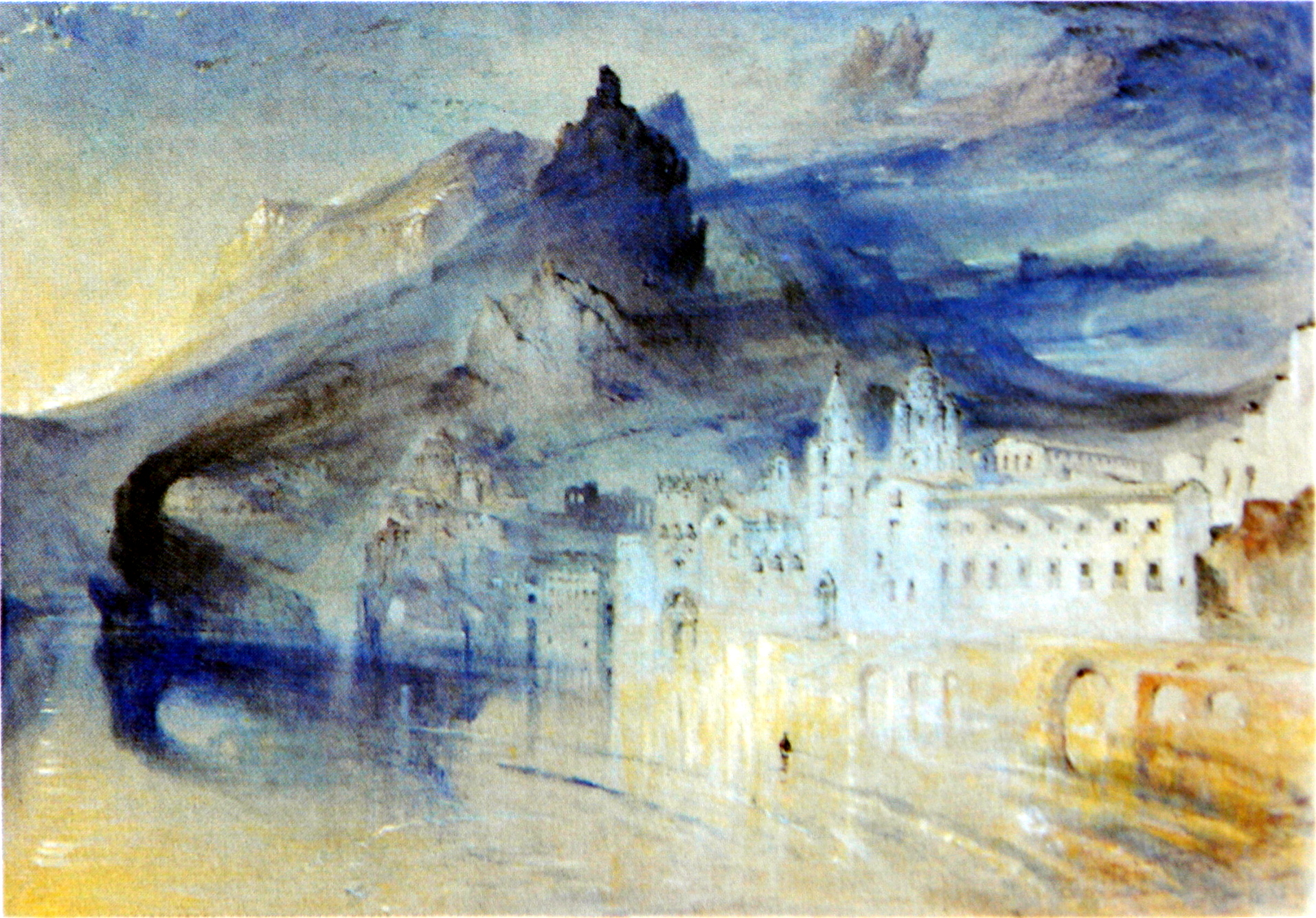
نظر امالفی
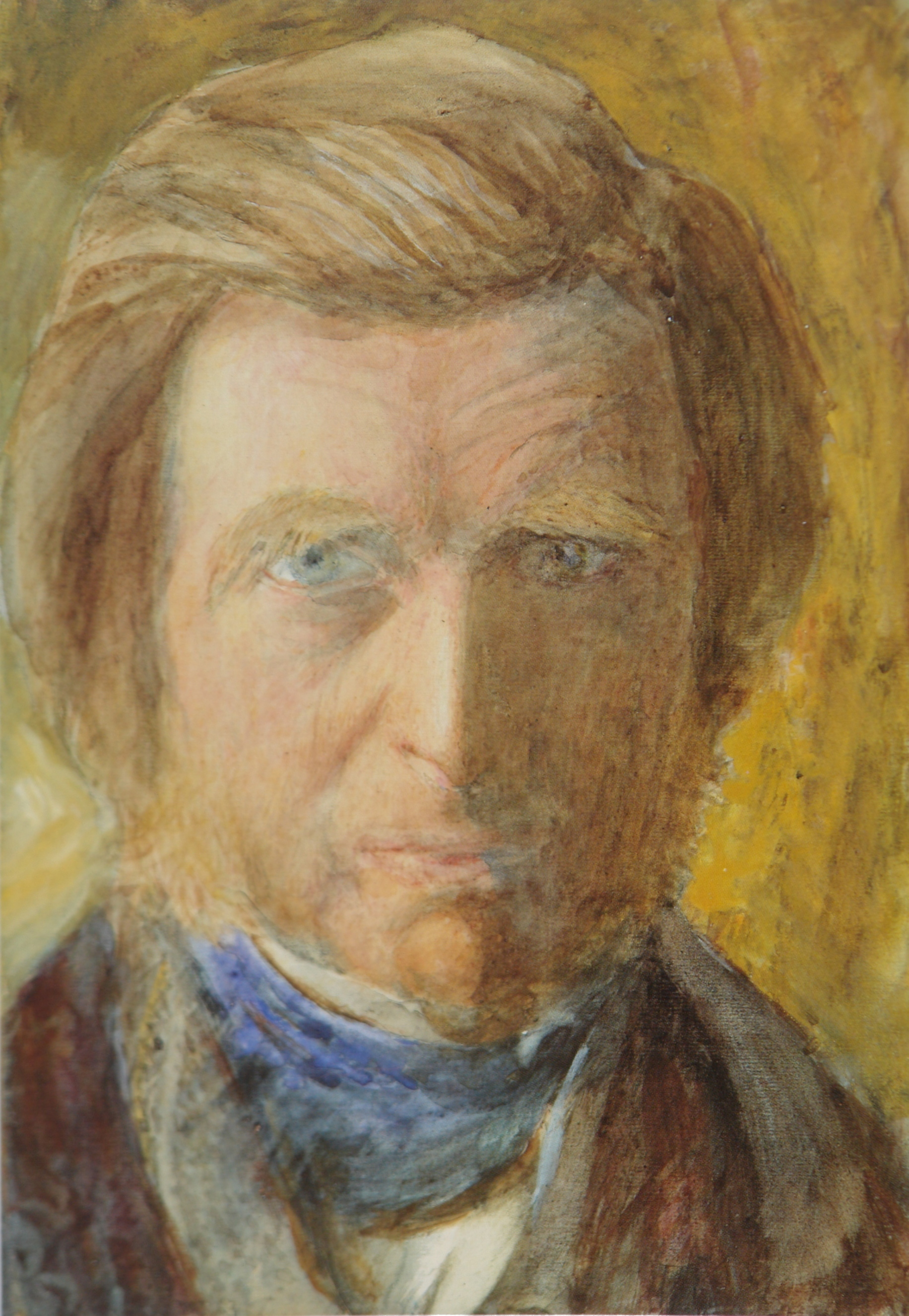
پرتره از خود با آبی Neckcloth
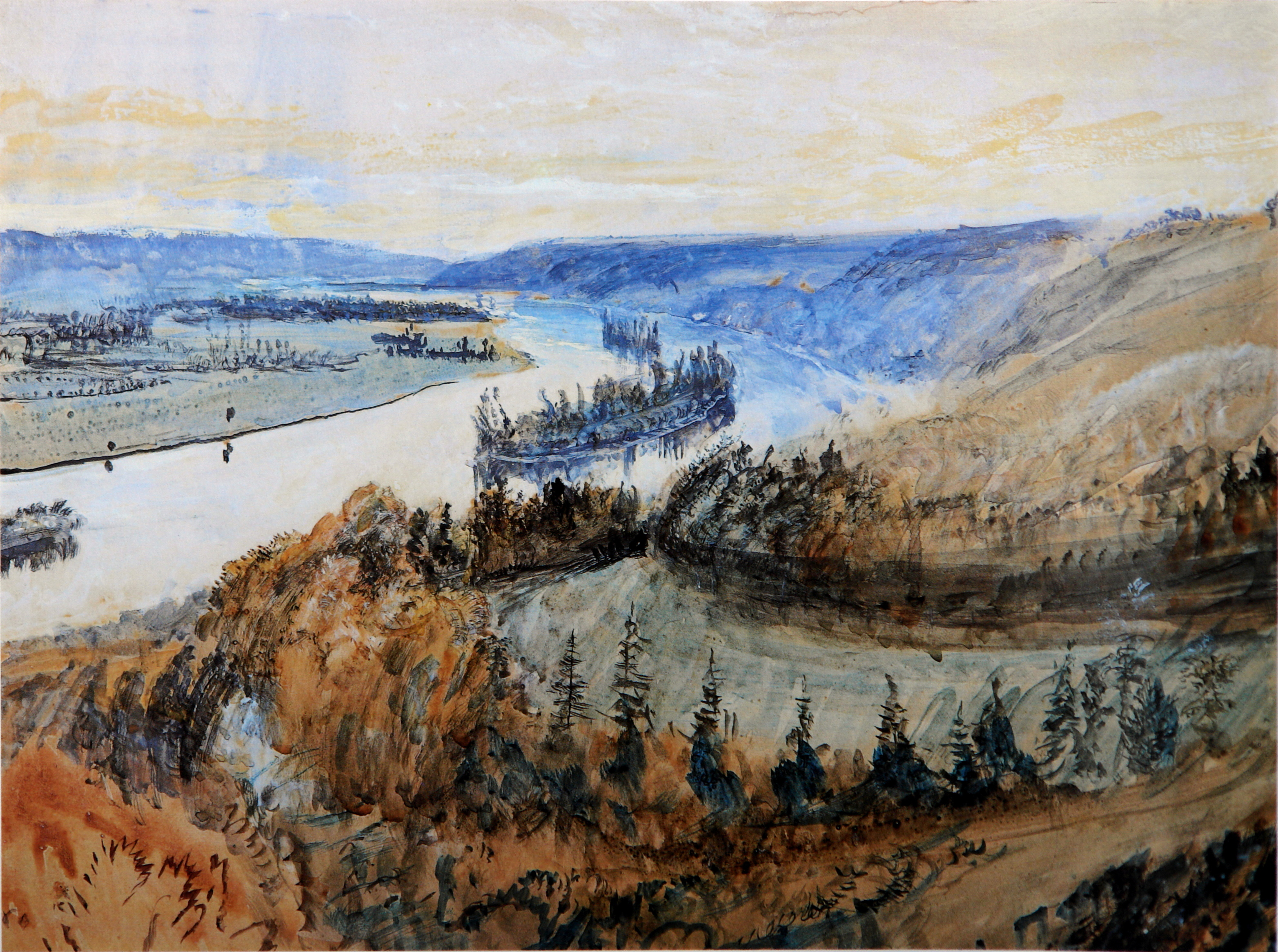
رودخانه سن و جزایر آن
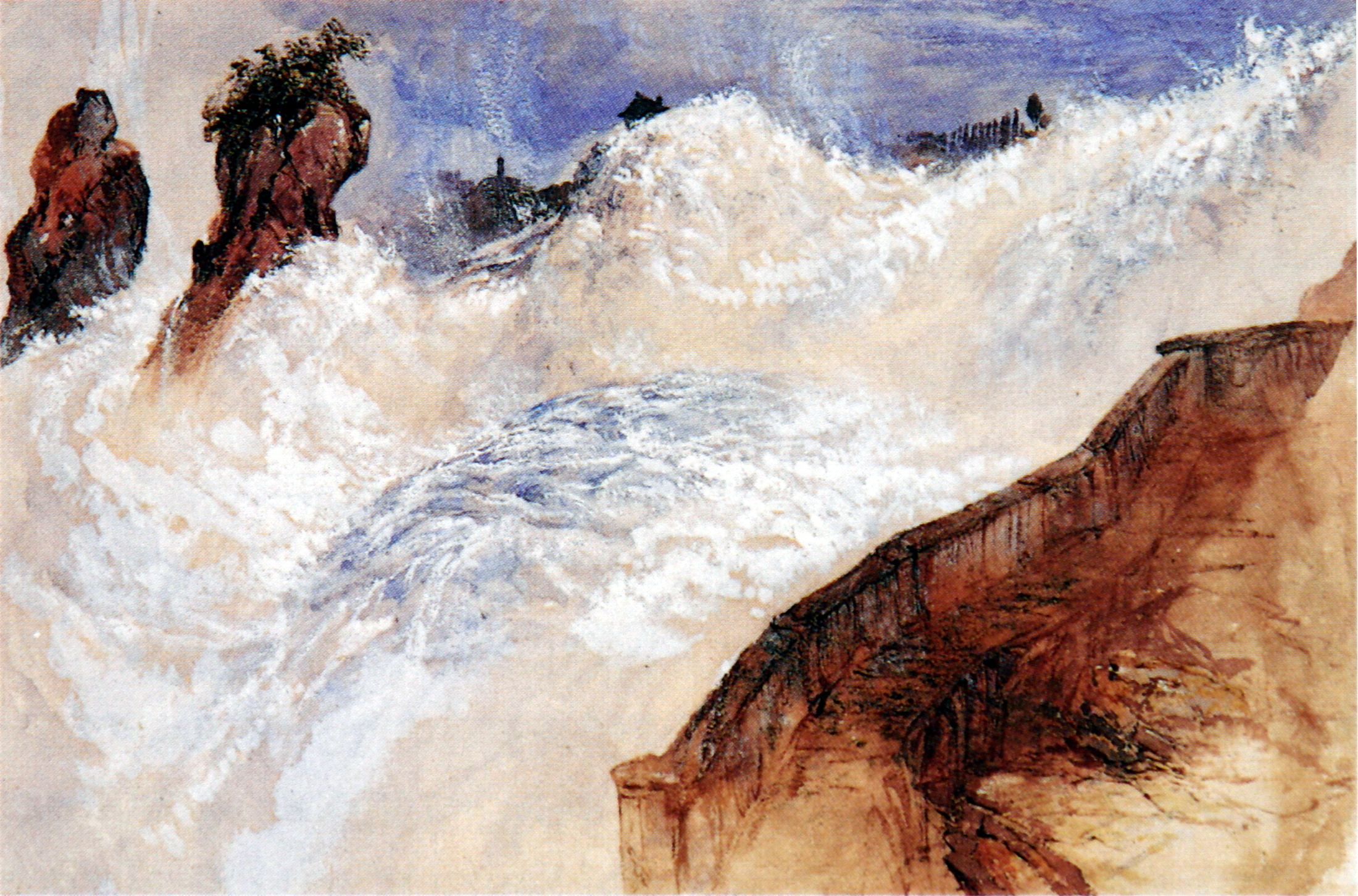
آبشار شفوزان
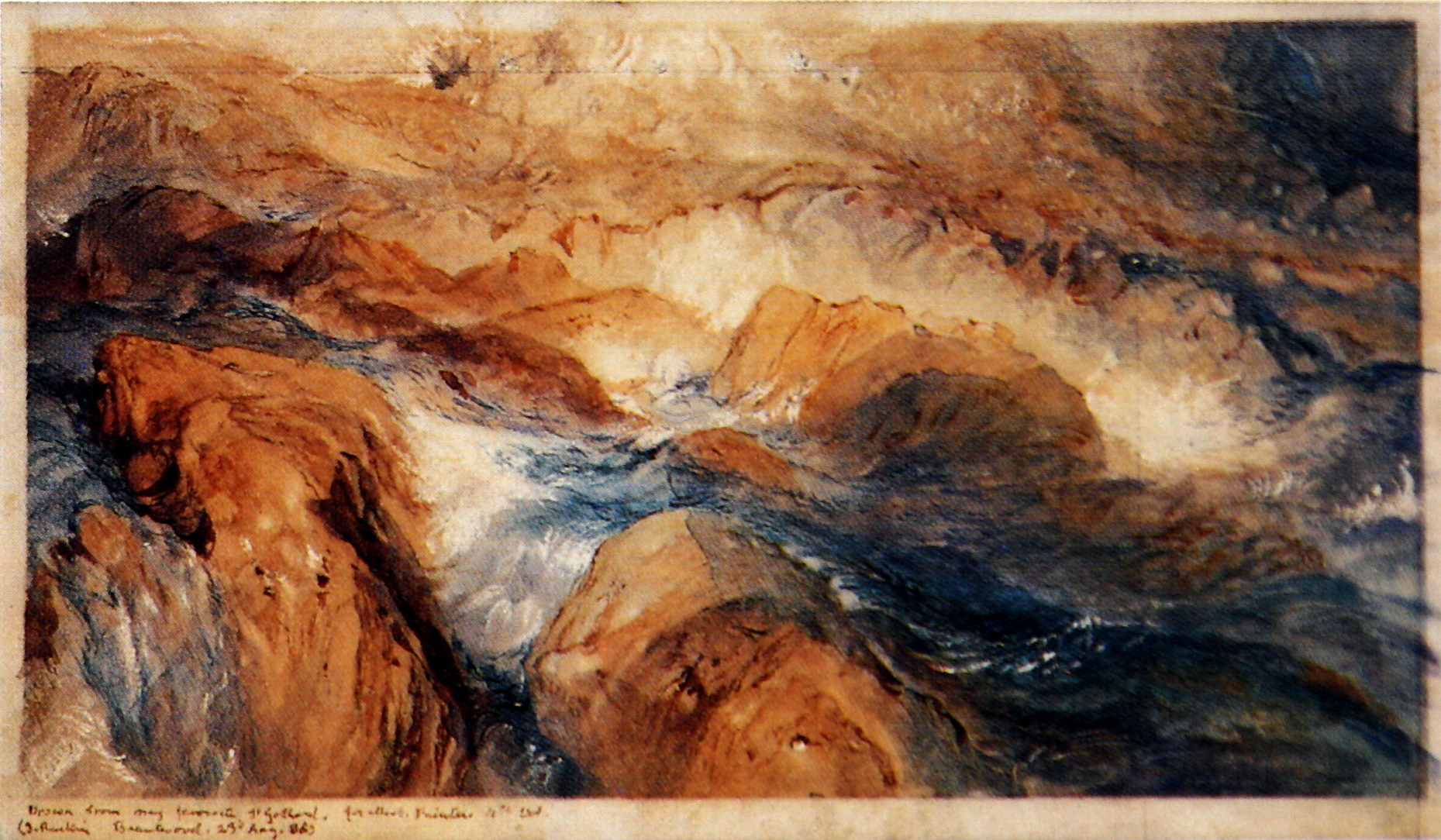
سنگ در ناآرامی
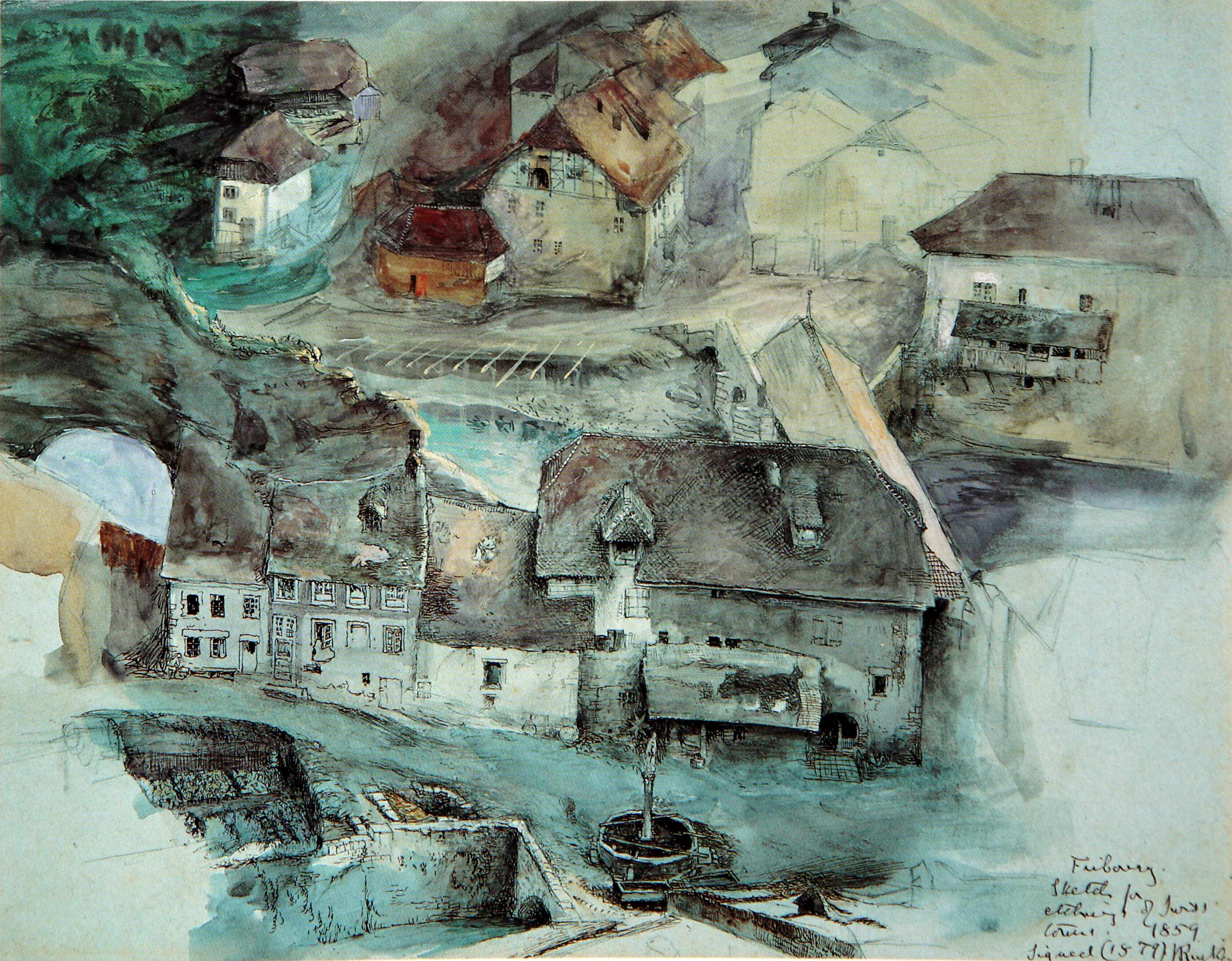
فریبورگ سوئیس
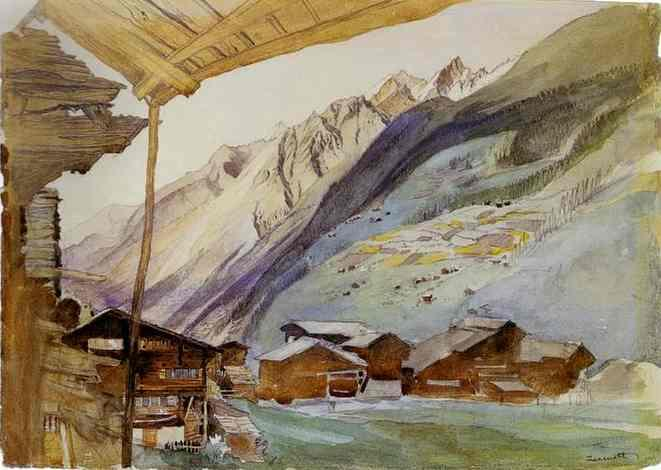
زرمات